# لوكا بيلكاسترو
لوكا بيلكاسترو (بالإيطالية: Luca Belcastro)‏ هو لاعب كرة قدم إيطالي في مركز الوسط، ولد في 23 أبريل 1991 في لوكري في إيطاليا.

## وصلات خارجية
- لوكا بيلكاسترو على موقع قاعدة بيانات كرة القدم.إي يو (الإنجليزية)
- لوكا بيلكاسترو على موقع Soccerway.com (الإنجليزية)
- لوكا بيلكاسترو على موقع عالم كرة القدم.نت (الإنجليزية)